# Homana
Homana fou una ciutat de Psídia esmentada per Plini el Vell. Probablement és la mateixa esmentada anteriorment per Hièrocles com Oumanada. Era quasi segur a la riba sud del llac Caralitis i fou capital dels Homanades.